# Migliaro
Migliaro (Al Mjàr in dialetto ferrarese) è una frazione di 2.334 abitanti del comune di Fiscaglia, nella provincia di Ferrara, del quale funge da sede del consiglio municipale. Sino al 31 dicembre 2013 costituiva un comune autonomo.

## Storia

### Simboli

Stemma dell'ex comune di Migliaro

Lo stemma del comune di Migliaro erano stati approvati con delibera del consiglio comunale n. 44 del 16 luglio 1971 e concessi con DPR del 2 giugno 1972 trascritto nel Registro Araldico dell'Archivio Centrale dello Stato il 4 agosto 1972.
Stemma
Gonfalone
Il gonfalone era un drappo partito di giallo e di verde ed era così descritto:
(Art. 4 dello Statuto comunale)

## Monumenti e luoghi d'interesse
- Chiesa di Santa Maria Nascente
- Oratorio di San Gaetano, detto "la Giostra"
- Palazzo Boccaccini
- Palazzo Rosso (Ca' Rossa)
- Teatro Severi

In via Vittorio Emanuele III era presente fino al 1886 una delizia appartenuta agli Estensi, poi demolita da Giuseppe Pavanelli; di tale struttura rimane una lapide posta al di sopra della porta d'ingresso della casa di proprietà privata che sorge al suo posto.
Tra i Borghi, il più famoso è quello di Borgo Cascina, situato all'esterno del centro cittadino.

## Società
Abitanti censiti

## Cultura

### Eventi
1º maggio - Primo Maggio solidale con il raduno di trattori e mezzi agricoli nella piazza comunale.
Giugno - Fiera di Sant'Antonio (Migliaro) e Festa del Borgo (Borgo Cascina)

## Infrastrutture e trasporti
La località è situata sulla strada provinciale 68 ed è servita da una stazione ferroviaria sulla linea ferrovia Ferrara-Codigoro. Fra il 1901 e il 1931 Migliaro era servita da un analogo impianto posto sulla tranvia Ferrara-Codigoro.

## Amministrazione
Il 6 ottobre 2013 si è svolto un referendum consultivo sulla proposta di fondere o meno i tre comuni di Migliaro, Migliarino e Massa Fiscaglia, i cittadini dei tre comuni hanno votato a maggioranza per il sì alla fusione.

### Gemellaggi
Migliaro nel 1998 si gemellò con Tréveneuc, situato nel dipartimento della Côtes-d'Armor nella regione della Bretagna.